# 冰河棘豆
冰河棘豆（学名：Oxytropis pagobia Bunge）是一种豆科棘豆属植物。这种植物分布于中国新疆天山中部、西部和南部；中亚也有。